# افيات بيتس سبيشل
بيتس سبشل (بالإنجليزية: Pitts Special)‏ هي طائرة استعراض جوي، ذات سطحين. وتعرف الطائرة عادة باسم البيتس.

## وصلات خارجية
صفحة الطائرة بيتس على موقع الصانع أفيات.